# Carl Bratli
Carl Georg Valdemar (Jensen) Bratli (16. juli 1871 i Odense - 19. april 1957 i Paris) var en dansk forfatter.
Bratli var uægte søn af overlæge Carl Lunding og Elna Georgine Jensen. Hans barndom i Odense var vanskelig og præget af fattigdom, men han fandt en støtte hos Marie Rée, enke efter redaktør Bernhard Rée, som påtog sig en moderlig rolle. Bratli blev student fra Odense Katedralskole i 1890. Efterfølgende påbegyndte han sine teologiske studier i København, som han afsluttede i 1897. I sine studieår blev han medlem af Studentersangforeningen og foretog desuden flere studierejser til Frankrig, Italien og Spanien, hvor han studerede på universitetet i Salamanca. 
Bratlis interesse for de romanske kulturer og sprog, særligt spansk, skulle efterfølgende vise sig at blive hans levevej. Først som translatør i spansk i 1906 og siden som forfatter til adskillige historiske og sprogvidenskabelige bøger. Han udgav i 1909 sin debutbog Filip II af Spanien, som forsøgte at revurdere kongens efterminde. Denne omfattende bog etablerede Bratli som en stor begavelse inden for spansk historie og kultur, både i Danmark og i Spanien, hvor han blev udnævnt æresdoktor. Hans mest mindeværdige bidrag som forfatter findes imidlertid i han årelange arbejde med udfærdigelsen af en detaljeret norsk-dansk-spansk ordbog, som han først udgav i 1917, men vedblev at korrigere og udvide til kort før sin død. Han oversatte desuden en lang række tekster, ikke blot på spansk men også fransk og italiensk, som han også mestrede. 
Bratli fungerede i Danmark som en slags repræsentant for Spanien, ligesom han i Spanien gav Danmark et godt ry. Han var ven af adskillige spanske professorer, kulturfolk og politikerer, bl.a. ministerpræsident José Canalejas, som blev myrdet i 1912. 
Bratli døde af et slagtilfælde den 19. april 1957 under et ophold i Paris, 85 år gammel. 

## Familie
Bratli giftede sig første gang i 1901 med Vilhelmine Philippine Bille-Brahe f. Bahnson, fraskilt baron Ludvig Bille-Brahe (1858-1898), datter af grosserer Waldemar Bahnson og søster til etnograf Kristian Bahnson (ægteskabet opløst i 1915). Han giftede sig anden gang i 1916 med Sophie Amalie Gersdorff Reenberg Worsøe f. Teilmann, fraskilt sagfører Laurits Worsøe, datter af Gårdejer Tøger Hans de Teilman (ægteskabet opløst i 1934). Han giftede sig tredje og sidste gang i 1943 med Ane Marie f. Nielsen Dahl, datter af landmand Jørgen Nielsen Dahl. Fra andet ægteskab fik han en datter, som giftede sig med en søn af forfatter Gustav Wied.